# كارولين بيمبرتون
كارولين بيمبرتون (بالإنجليزية: Caroline Pemberton)‏ هي متسابقة ملكة الجمال أسترالية، ولدت في 8 ديسمبر 1986 في سيدني في أستراليا، توجت بلقب ملكة جمال أستراليا في 4 أبريل 2007.

## وصلات خارجية
- الموقع الرسمي